# 郭廷才
郭廷才（1936年9月28日—2015年4月9日），中華民國政治人物，曾代表中國國民黨當選為屏東縣議會第九屆議員、第十至十二屆議長，及第二、三、四屆立法委員。因長年雄霸屏東議壇，人稱「郭府千歲」、「東港王爺」。高雄市前觀光局長潘恆旭為其外甥。

## 簡介
郭廷才長年擔任東港信用合作社主席，任內侵占大量金錢，也私下放貸給股市名人或建商，瘋狂虧空高達新台幣23億元，最後台灣銀行吸收10億元，中央存款保險公司吸收13億元。
擔任屏東縣議長期間，曾扶植大流氓鄭太吉為副議長，郭廷才轉戰國會之後，又力扶鄭太吉登上議長寶座。「刑警百里侯」伍澤元、「屏東皇帝」鄭太吉、「郭府千歲」郭廷才，三人是當地穩固的政治同盟，人稱「屏東黑金鐵三角」。鄭太吉殺人案爆發之後，1998年郭被李登輝破門出黨。與此同時，國民黨籍屏東市長黃清漢也爆發弊案，國民黨在屏東創下了黨籍縣長、議長、縣治市長都涉重大刑案的空前紀錄。
2001年底立法委員選舉以無黨籍身份競選連任，但未當選。
郭廷才被控涉及屏東市都市計劃編號廿公園預定地土地弊案、東港信用合作社新台幣23億元掏空案，判刑確定，應合併執行有期徒刑14年8個月。他在2005年潛逃中國大陸，2008年被通緝。
2010年被中國公安於廣東依「海峽兩岸共同打擊犯罪及司法互助協議」逮捕，隨後交由台灣刑事局及調查局人員押送回臺。後因癌症保外就醫，2015年4月9日病逝。